# Choice of Weapon
Choice of Weapon é o nono álbum da banda de rock britânica The Cult. O álbum deveria ser lançado em 2011, mas a data de lançamento foi adiada para 22 de maio de 2012. As sessões de gravação para Choice of Weapon começaram em março de 2011, com Chris Goss, que produziu os EP's de 2010 Cápsule. As sessões tiveram lugar em estúdios de Nova York, Los Angeles e no "deserto da Califórnia". O álbum foi concluído em janeiro de 2012. Durante as sessões de gravação, Bob Rock juntou-se com The Cult, pela primeira vez desde Beyond Good and Evil (2001) e co-produziu Choice of Weapon.
Choice of Weapon marca a primeira vez que a banda não fez nenhuma alteração de pessoal ao longo de dois álbuns consecutivos.

## História
Durante um concerto de The Cult no Hammersmith Apollo em Londres, em 21 de janeiro de 2011, Astbury declarou que The Cult estariam gravando um novo álbum logo após a turnê. Eles também anunciaram que estariam trabalhando com Chris Goss, que tocou com Masters of Reality como banda de apoio na mesma noite. Em 11 de março de 2011, foi anunciado que The Cult estavam de volta ao estúdio gravando o álbum com Goss. Em maio, a banda foi escrevendo e gravando demos novas no Witch Mountain Studio  em Hollywood Hills, e começaram a gravar o seu novo álbum nos Hollywood Recording Studios. em outubro de 2011, o baixista Chris Wyse, afirmou que o álbum estava quase concluído e deverá ser lançado em abril de 2012. Wyse também o descreveu-o como uma mistura enérgica de "Zep/Stooges". Em 29 de novembro de 2011, foi anunciado que o álbum seria produzido por Bob Rock, que forneceu o mesmo papel em Sonic Temple, The Cult e Beyond Good and Evil.

## Faixas
1. "Honey from a Knife"
2. "Elemental Light"
3. "For the Animals"
4. "Life>Death"
5. "The Wolf"
6. "Amnesia"
7. "Lucifer"
8. "Wilderness Now"
9. "A Pale Horse"
10. "This Night in the City Forever"

## Créditos
- Ian Astbury - voz, percussão
- Billy Duffy - guitarra
- Chris Wyse - baixo
- John Tempesta - bateria